# Cattedrale nel deserto
Il termine cattedrale nel deserto indica, nel linguaggio giornalistico, politico e storico-economico, una locuzione (coniata dall'uomo politico Luigi Sturzo nel 1958) per indicare grandi e costose imprese industriali (generalmente a carico dello Stato) in zone considerate inadatte (nel caso specifico, in Sicilia). 

## Genesi storica
A partire dal 1957, infatti, il governo italiano si era spinto per nuovi incentivi finanziari per investire nel Sud. Con la Cassa del Mezzogiorno, del resto, non si erano creati, nonostante le infrastrutture, degli investimenti o dei trasferimenti di imprese. A questo punto, allora, si decise di obbligare le aziende pubbliche che rientrassero nella galassia IRI di dislocare parte dei propri investimenti (40%) al Sud per creare dei «poli di sviluppo». L'idea, detto altrimenti, era creare dei poli pubblici attorno ai quali si dovevano creare delle piccole-medie imprese dell’imprenditoria privata così da portare a compimento un tessuto industriale che assorbisse la grande disoccupazione meridionale. 
In realtà, ciò non avviene: viceversa, si crearono appunto le cosiddette “cattedrali del deserto” e i benefici furono assorbiti prevalentemente dalle grandi industrie di base (petrolchimiche e siderurgiche) ad alta intensità di capitale e dunque a basso tasso di occupazione, invece che dalle industrie ad alta intensità di lavoro (es. artigianato). In questo senso, le acciaierie IRI di Taranto, le raffinerie ANIC a Gela e Valle del Basento e l'impianto chimico Montecatini a Brindisi costituiscono gli esempi più lampanti. Queste industrie, in sintesi, non ebbero alcuna ricaduta positiva in termini di occupazione e in più non produserro alcun indotto nel territorio circostante. Anzi, si stima che con la stessa cifra impiegata per creare un posto di lavoro nella raffinazione del greggio se ne sarebbero potuti creare almeno 20 in aziende agricole specializzate.

## Utilizzo
Tale locuzione è stata ripresa poi e generalizzata nel linguaggio comune italiano, sempre con tono polemico, con riferimento a impianti industriali dislocati in aree depresse, senza un'adeguata previsione della funzionalità delle infrastrutture esistenti, e perciò sproporzionati, antieconomici, incapaci di dare avvio a un reale processo d'industrializzazione. Un'espressione simile ma non identica nei paesi anglosassoni è white elephant.